# Hypnites
Hypnites es un género de musgos hepáticas perteneciente a la familia Amblystegiaceae. Comprende 14 especies descritas y de estas, solo 9 aceptadas:

## Taxonomía
El género fue descrito por Constantin von Ettingshausen y publicado en Abhandlungen der Kaiserlich-königlichen Geologischen Reichanstalt 2(Abt 3.2): 27. 1855. La especie tipo es: Hypnites haeringianus Ettingsh. 

## Especies aceptadas
A continuación se brinda un listado de las especies del género Hypnites aceptadas hasta junio de 2013, ordenadas alfabéticamente. Para cada una se indica el nombre binomial seguido del autor, abreviado según las convenciones y usos.
- Hypnites arnoldianus (Steere) N.G. Mill.
- Hypnites beckeri (Steere) N.G. Mill.
- Hypnites brittoniae (Steere) N.G. Mill.
- Hypnites brownii (W.C.G. Kirchn.) N.G. Mill.
- Hypnites jovet-astiae (Kuc) N.G. Mill.
- Hypnites knowltonii (E. Britton) N.G. Mill.
- Hypnites patens (E. Britton) N.G. Mill.
- Hypnites steerei (Kuc) N.G. Mill.
- Hypnites subflagellaris (Casp. & G.A. Klebs) J.-P. Frahm